# Joseph Kittinger
Joseph William Kittinger (Tampa, Florida, 1928. július 27. – Florida, 2022. december 9.) amerikai katonatiszt, az Amerikai Egyesült Államok Légierejének nyugdíjazott ezredese. Nevét a Manhigh, és Excelsior projektekben való részvétel tette ismertté, illetve ő volt az első ember aki léggömbbel átszelte az Atlanti-óceánt. Vadászpilótaként szolgált a vietnámi háborúban, ahol gépét lelőtték, ő pedig 11 hónapot töltött hadifogságban egy észak-vietnámi börtönben.

## Fiatalkora
Joseph Kittinger az USA-ban született Florida államban, Tampában. Tanulmányait Jacksonville-ben, a Bolles iskolában, majd a floridai egyetemen végezte. Miután tizenéves korában motorcsónak-versenyzett, 1949 márciusában úgy döntött, hogy csatlakozik a légierő kötelékéhez.  Egy év múlva, 1950 márciusában teljesítette a kadétképzést, ezzel együtt megkapta a pilóta minősítést, a közlegényi rangot és áthelyezték a Ramstein légitámaszpontra, Nyugat-Németországba. Itt szolgált a 86. Vadászbombázó Csoport kötelékében; ekkor repült az F–84 Thunderjettel, és az F-86 Sabre-rel.
1954-ben Kittingerrt áthelyezték az új-mexikói Holloman légitámaszpontra, és a Légierő Rakétafejlesztő Központjához. Ő repült a megfigyelő/üldöző géppel, John Stapp ezredes 1017 km/h-s (632 mph) rakétaszánkísérlete alatt 1955-ben. Kittingert lenyűgözte Stapp ezredes elkötelezettsége, a légi orvoslás úttörőjeként betöltött vezető szerepe. Ugyanakkor Stapp csodálta Kittinger tehetségét a repülés terén. Később Stapp űrhöz kötődő kutatómunkát javasolt Kittinger számára. Stapp ezredes nagy magasságban végzett léggömbvizsgálatai segítették elő Kittinger 31,3 km-es (102 000 láb) magasságból végrehajtott ejtőernyős ugrását, amellyel világrekordot állított fel. 1957-ben a Manhigh projekt részeként léggömbjével magassági világcsúcsot állított fel 29,5 km-en (96 760 láb). Ezért a teljesítményéért megkapta első Distinguished Flying Cross kitüntetését.

## Excelsior projekt

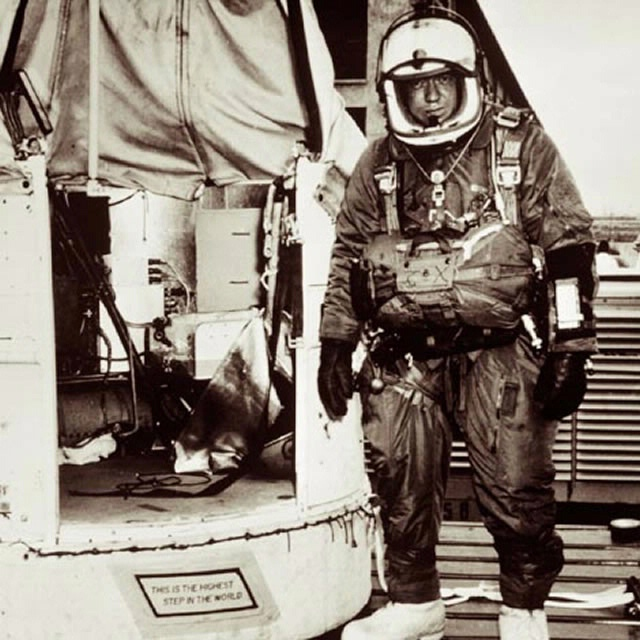
Kittinger az Excelsior gondola mellett

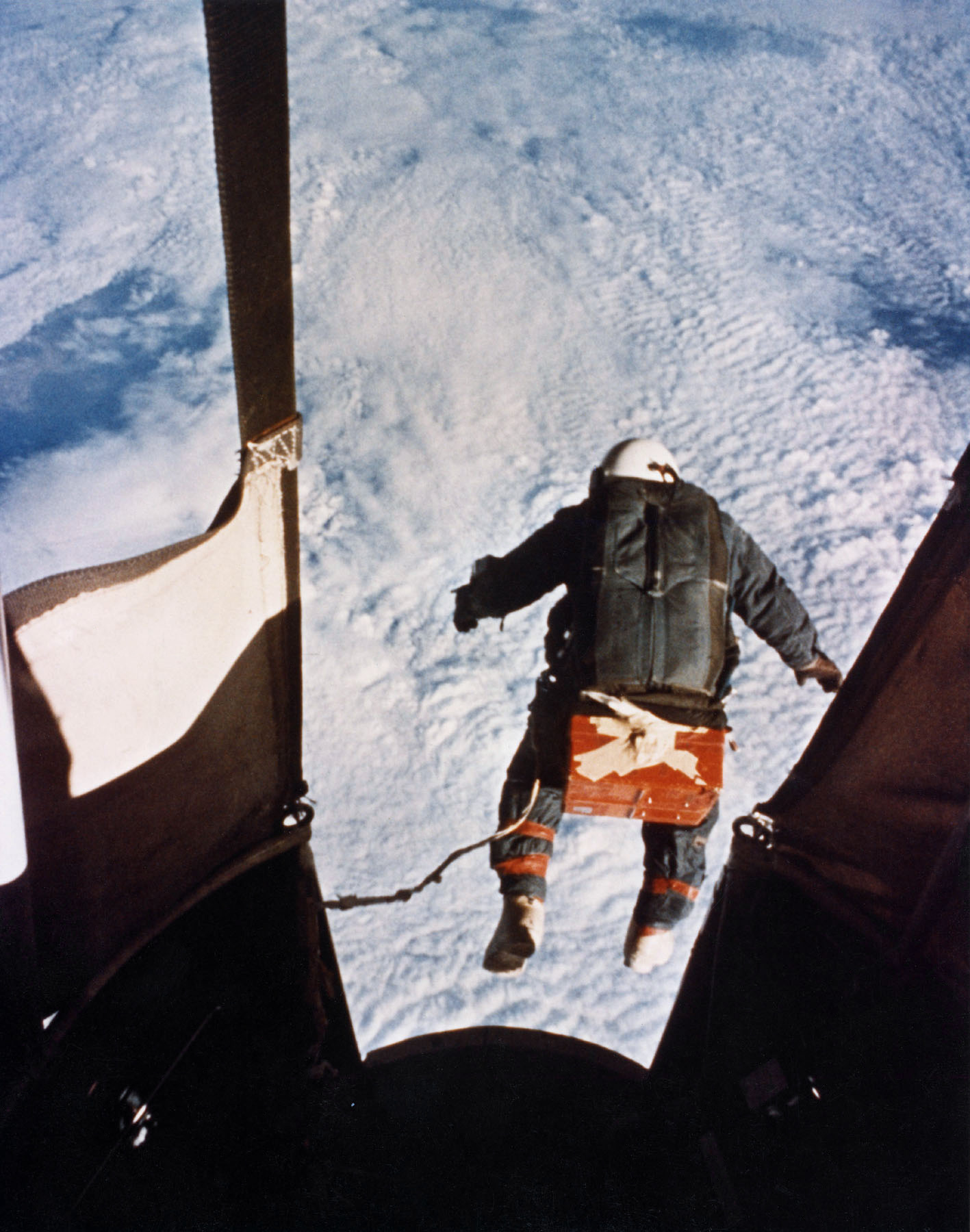
A harmadik ugrás, mellyel Kittinger rekordot állított fel. (1960. augusztus 16.) Fotó: U.S. Air Force/Volkmar Wentzel

Kittinger ezután átkerült az ohiói Dayton városában található Wright-Patterson légitámaszpontra, az Aerospace Medical Research Laboratories-hoz. Az Excelsior projekt (jelentése mindig felfelé) kísérleteinek keretében háromszor hajtott végre ejtőernyős ugrást extrém magasságból. A nagy magasságba egy héliummal töltött ballon juttatta fel, amihez egy gondolát erősítettek.
Kittinger első nagy magasságú ugrására 1959. november 16-án került sor, megközelítőleg 23 300 méter magasból. Ugrása majdnem katasztrófába torkolt; a felszerelés meghibásodása miatt elvesztette eszméletét, képtelen volt kinyitni az ejtőernyőjét; szerencsére az automata nyitórendszer jól működött, és megmentette az életét. Teste dugóhúzóban zuhant lefelé, 120-as percenkénti fordulatszám, és (utólagos számítások alapján) 22-szeres földi nehézségi gyorsulás mellett; ezzel újabb rekordot tudhat magáénak. Ugyanazon év december 11-én újabb ugrást kísérelt meg 22 760 méter magasból, mely ezúttal sikerrel végződött. Ezért az ugrásáért a Leo Stevens Ejtőernyős Medállal tüntették ki.
1960. augusztus 16-án sor került utolsó ugrására a projekten belül 31 300 méter magasból. A stabilizáció érdekében egy kis fékezőernyővel együtt ugrott ki gondolájából, majd négy perc, harminchat másodperc hosszan zuhant, elérve a 988 km/h sebességet. Végül a hosszú zuhanás után 5500 méter magasan nyitotta ernyőjét. Nyomástartó öltözéke a jobb kesztyűjénél már az emelkedés alatt nem működött kielégítően, emiatt jobb karja kétszeresére dagadt. Több történelmi rekordot is felállított: a léggömbbel legmagasabbra emelkedés, a legmagasabb ejtőernyősugrás, a leghosszabb zuhanás, és az ember által a légkörben elért legmagasabb sebesség világcsúcsát is ő tartja. Ezenfelül a Légierőnek több rekordja van jelenleg is, de ezeket nem terjesztették a Nemzetközi Repülő Szövetség (FAI) elé.
Az ugrások során ülő pozíciót vett fel, és az ejtőernyőzésben megszokottal ellentétben a Földnek háttal zuhant. (Az ejtőernyősök általában arccal előre zuhannak). Erre azért volt szükség, mert 27 kg tömegű felszerelést viselt a hátán, és mert az ugráskor viselt nyomás alatt lévő speciális öltözék felfújt állapotban ülő alakot vesz fel. (Ez az ideális forma a pilótafülkében ülő pilóták számára, akik általában az öltözéket viselik). Ugrásaiért megkapta második Distinguished Flying Cross kitüntetését, és a Harmon-trófeát, melyet személyesen Eisenhower elnök adott át.

## Stargazer projekt
Visszatérve a Holloman légibázisra, Kittinger szerepet vállalt a Stargazer projektben. 1962. december 13-án William C. White csillagásszal együtt egy hélium töltetű léggömbre erősített nyitott gondolában 25 050 méter magasra emelkedtek, és a magukkal vitt eszközökkel 18 óra hosszat csillagászati megfigyeléseket folytattak.

## Későbbi pályafutása
Kittinger harcolt a vietnámi háborúban, három kiküldetés során összesen 483 bevetésen vett részt. Az első két kiküldetése során egy Douglas A–26 Invaderrel, majd egy módosított B–26 "Counter Invader"-rel repült a Farm Gate, és Big Eagle akciók keretében. Ezt követően hazatért az Egyesült Államokba. Majd 1971-72 között immár önkéntesként tért vissza Vietnámba. Harmadik, egyben utolsó vietnámi kiküldetése során az 555. Taktikai Vadász Század parancsnokaként szolgált, immár egy McDonnell Douglas F–4 Phantom II-vel repülve. Kittinger később a 432. Taktikai Felderítő Szárny parancsnokhelyettesi posztját töltötte be. Ez alatt egy észak-vietnámi MiG–21-est is sikerült lelőnie.
1972. május 11-én, nem sokkal szolgálati idejének lejárta előtt Kittinger gépét lelőtték. Kittinger és másodpilótája William J. Reich közlegény a 66-0230-as sorszámú, F–4D típusú géppel repült. Kittinger és F–4 Phantomokból álló szakasza tűzharcba keveredett egy szakasz MiG–21-essel Thai Nguyentől nyolc kilométerrel északnyugatra. Miközben az egyik MiG–21-est üldözte, egy levegő-levegő rakéta találta el a gépét, amely megrongálta és meggyújtotta a jobb oldali szárnyat. Kittinger, és Reich Thai Nguyentől néhány kilométerre katapultált, ahol hamarosan elfogták, és Hanoi városába vitték őket. Ugyanebben a légiharcban S. E. Nichols századosnak sikerült lelőnie azt a MiG-et, amelyet eredetileg Kittinger üldözött.
Kittinger és Reich 11 hónapot töltött hadifogságban a "Hanoi Hilton" börtönben. Kittinger volt a rangidős az újonnan jött (1969 után elfogott) hadifoglyok között, akikkel összetűzésbe keveredett a vezetői posztját illetően. Megpróbálta irányítása alatt tartani az agresszív fiatal tiszteket, nehogy olyat tegyenek, ami csak újabb megpróbáltatások elé állítja a többi hadifoglyot. Nem sokkal a fogolytáborba érkezése után túlesett a "kötélpróbán", ami maradandó hatással volt rá. Kittinger és Reich 1973. március 28-án került vissza az amerikai csapatokhoz; mindketten folytatták a katonai pályafutásukat, majd nem sokkal később Kittingert ezredessé léptették elő.

## Civil élete
Kittinger 1978-ban szerelt le a Légierőtől, ezredesi rangban; majd a floridai Orlandóban kezdett dolgozni a Martin Marietta vállalatnál.
Érdeklődése a repülés iránt nem változott, így továbbra is rendszeresen repült léggömbbel. 1983-ban távolsági világrekordot állított fel léggömbjével, majd 1984. szeptember 14-18. között elsőként egyedül repülte át az Atlanti-óceánt 3000 köbméteres légballonjával, a Rosie O'Grady's Balloon of Peace-el (Rosie O'Grady békeballonja). Hivatalos FAI világrekordként ez a leghosszabb repülés, amelyet egy AA–10 típusú léggömbbel tettek meg (5703,03 km). Részt vett a Gordon Bennett léggömb Kupán 1989-ben (3. helyezett), és 1994-ben (12. helyezett).
Kittinger haláláig Orlando környékén él. A Rosie O'Grady's szórakoztató központ légi irányításért felelős részlegének elnökhelyettese volt egészen az anyavállalat feloszlatásáig. Kittinger aktív tagja volt a repülősök közösségének mint repülési tanácsadó és műrepülő pilóta.

## Fordítás
- Ez a szócikk részben vagy egészben  a   Joseph Kittinger című angol Wikipédia-szócikk fordításán alapul.  Az eredeti cikk szerkesztőit annak laptörténete sorolja fel. Ez a jelzés csupán a megfogalmazás eredetét és a szerzői jogokat jelzi, nem szolgál a cikkben szereplő információk forrásmegjelöléseként.

## Videók
- Video: First man In Space – Skydiving from the edge of the world
- Joseph Kittinger getting suited up for a test flight Archiválva 2011. december 22-i dátummal a Wayback Machine-ben 23 perces videó, hang nélkül